# Halowe Mistrzostwa Europy w Lekkoatletyce 1987 – chód na 5000 m mężczyzn
Chód na 5000 metrów mężczyzn – jedna z konkurencji rozgrywanych podczas halowych lekkoatletycznych mistrzostw Europy w  hali Stade couvert régional w Liévin. Eliminacje zostały rozegrane 21 lutego, a finał 22 lutego 1987. Zwyciężył reprezentant Czechosłowacji Jozef Pribilinec. Był to pierwszy przypadek rozegrania tej konkurencji jako należącej do programu halowych mistrzostw Europy (w latach 1981–1983 była to konkurencja pokazowa).

## Rezultaty

### Eliminacje
Rozegrano 2 chody eliminacyjne, do których przystąpiło 23 chodziarzy. Awans do półfinałów dawało zajęcie jednego z pierwszych sześciu miejsc w swoim biegu (Q). Skład finału uzupełniło trzech zawodników z najlepszym czasem wśród przegranych (q).
Opracowano na podstawie materiału źródłowego.
Chód 1
| Miejsce | Zawodnik             | Czas     | Uwagi |
| ------- | -------------------- | -------- | ----- |
| 1       | Sándor Urbanik       | 19:14,64 | Q     |
| 2       | Erling Andersen      | 19:15,30 | Q     |
| 3       | Michaił Szczennikow  | 19:17,74 | Q     |
| 4       | Jacek Bednarek       | 19:20,66 | Q     |
| 5       | Carlo Mattioli       | 19:21,36 | Q     |
| 6       | Roman Mrázek         | 19:22,35 | Q     |
| 7       | Miguel Prieto        | 19:26,73 | q     |
| 8       | Martial Fesselier    | 19:40,27 | q     |
| 9       | Christos Karagiorgos | 20:18,13 | q     |
| 10      | Hélder Oliveira      | 20:19,70 |       |
| 11      | Philippe Burton      | 21:21,98 |       |

Chód 2
| Miejsce | Zawodnik          | Czas     | Uwagi |
| ------- | ----------------- | -------- | ----- |
| 1       | Jan Staaf         | 20:08,08 | Q     |
| 2       | Zdzisław Szlapkin | 20:18,12 | Q     |
| 3       | Walter Arena      | 20:08,17 | Q     |
| 4       | Jozef Pribilinec  | 20:08,28 | Q     |
| 5       | Lubomir Iwanow    | 20:08,36 | Q     |
| 6       | Ronald Weigel     | 20:08,48 | Q     |
| 7       | Miguel Carvajal   | 20:18,59 |       |
| 8       | José Pinto        | 20:20,06 |       |
| 9       | José Urbano       | 20:22,92 |       |
| –       | Harold van Beek   | DQ       |       |
| –       | Martin Toporek    | DQ       |       |
| –       | Jos Martens       | DQ       |       |

### Finał
Opracowano na podstawie materiału źródłowego.
| Miejsce | Zawodnik             | Czas     |
| ------- | -------------------- | -------- |
| 1       | Jozef Pribilinec     | 19:08,44 |
| 2       | Ronald Weigel        | 19:08,93 |
| 3       | Roman Mrázek         | 19:10,87 |
| 4       | Sándor Urbanik       | 19:13,09 |
| 5       | Michaił Szczennikow  | 19:18,13 |
| 6       | Zdzisław Szlapkin    | 19:19,16 |
| 7       | Jan Staaf            | 19:19,85 |
| 8       | Lubomir Iwanow       | 19:38,85 |
| 9       | Martial Fesselier    | 19:58,52 |
| 10      | Erling Andersen      | 20:03,02 |
| 11      | Miguel Prieto        | 20:11,12 |
| 12      | Christos Karagiorgos | 20:33,58 |
| –       | Carlo Mattioli       | DQ       |
| –       | Walter Arena         | DQ       |
| –       | Jacek Bednarek       | DQ       |